# Президенти-Медиси (Рондония)
Президенти-Медиси (порт. Presidente Médici)  —  муниципалитет в Бразилии, входит в штат Рондония. Составная часть мезорегиона Восток штата Рондония. Входит в экономико-статистический  микрорегион Жи-Парана. Население составляет 22 319 человека на 2010 год. Занимает площадь 1 758,47 км². Плотность населения — 12,69 чел./км².

## История
Город основан 16 июня 1981 года. 

## Демография
Согласно сведениям, собранным в ходе переписи 2010 г. Национальным институтом географии и статистики (IBGE), население муниципалитета составляет:
| Полное население                               | Полное население                               | Полное население                               | Полное население                               | 22 319 |
| ---------------------------------------------- | ---------------------------------------------- | ---------------------------------------------- | ---------------------------------------------- | ------ |
| в том числе:                                   | Городское население                            | 13 303                                         | Процент городского населения, %                | 59,60  |
|                                                | Сельское население                             | 9 016                                          | Процент сельского населения, %                 | 40,40  |
|                                                | Мужское население                              | 11 309                                         | Процент мужского населения, %                  | 50,67  |
|                                                | Женское население                              | 11 010                                         | Процент женского населения, %                  | 49,33  |
| Плотность населения, чел/км²                   | Плотность населения, чел/км²                   | Плотность населения, чел/км²                   | Плотность населения, чел/км²                   | 12,69  |
| Население муниципалитета в % к населению штата | Население муниципалитета в % к населению штата | Население муниципалитета в % к населению штата | Население муниципалитета в % к населению штата | 1,43   |

По данным оценки 2015 года население муниципалитета составляет 22 557 жителей.

## Статистика
- Валовой внутренний продукт на 2004 составляет 110.083.000,00 реалов (данные: Бразильский институт географии и статистики).
- Валовой внутренний продукт на душу населения на 2004 составляет 4.348 реалов (данные: Бразильский институт географии и статистики).
- Индекс развития человеческого потенциала на 2000 составляет 0,707 (данные: Программа развития ООН).

## География
Климат местности: экваториальный. В соответствии с классификацией Кёппена, климат относится к категории Am.

## Административное деление
Муниципалитет состоит из 5 дистриктов:
| № | Наименование дистрикта | Наименование дистрикта (порт.) | Территория, км² | Население, чел.(2010) | Население, чел.(2010) | Население, чел.(2010) | Плотность, чел./км² | Код дистрикта |
| № | Наименование дистрикта | Наименование дистрикта (порт.) | Территория, км² | всего                 | городское             | сельское              | Плотность, чел./км² | Код дистрикта |
| 1 | Президенти-Медиси      | Presidente Médici              | 235             | 12975                 | 11951                 | 1024                  | 55,27               | 110025405     |
| 2 | Истрела-ди-Рондония    | Estrela de Rondônia            | 418             | 2311                  | 489                   | 1822                  | 5,53                | 110025415     |
| 3 | Нову-Риашуэлу          | Novo Riachuelo                 | 371             | 1757                  | 428                   | 1329                  | 4,74                | 110025420     |
| 4 | Вила-Бандейра-Бранка   | Vila Bandeira Branca           | 171             | 1414                  | 349                   | 1065                  | 8,26                | 110025425     |
| 5 | Вила-Камаргу           | Vila Camargo                   | 564             | 3862                  | 86                    | 3776                  | 6,85                | 110025430     |

## Важнейшие населенные пункты
| № | Населённый пункт     | Населённый пункт (порт.) | Категория | Население чел. (2010) | На карте                        |
| - | -------------------- | ------------------------ | --------- | --------------------- | ------------------------------- |
| 1 | Президенти-Медиси    | Presidente Médici        | город     | 11951                 | 11°10′13″ ю. ш. 61°54′20″ з. д. |
| 2 | Истрела-ди-Рондония  | Estrela de Rondônia      | поселок   | 489                   | 11°18′14″ ю. ш. 61°46′59″ з. д. |
| 3 | Нову-Риашуэлу        | Novo Riachuelo           | поселок   | 428                   | 11°04′58″ ю. ш. 61°39′32″ з. д. |
| 4 | Вила-Бандейра-Бранка | Vila Bandeira Branca     | поселок   | 349                   | 11°04′46″ ю. ш. 61°55′10″ з. д. |
| 5 | Вила-Камаргу         | Vila Camargo             | поселок   | 86                    | 11°07′39″ ю. ш. 61°58′27″ з. д. |